# Karl Schmidt-Rottluff

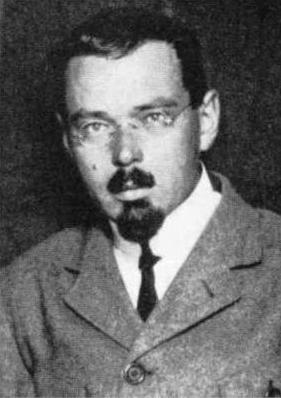
Portret van Karl Schmidt-Rottluff, ca. 1915

Karl Schmidt-Rottluff, geboren als Karl Schmidt (Rottluff, tegenwoordig een stadsdeel van Chemnitz, 1 december 1884 - Berlijn, 10 augustus 1976) was een Duitse expressionistische kunstschilder.

## Leven en werk
Karl Schmidt werd in Rottluff bij Chemnitz (Saksen) geboren en noemde zich vanaf 1905 Schmidt-Rottluff. Op 7 juni 1905 werd in Dresden de kunstenaarsgroep Die Brücke opgericht door Schmidt-Rottluff, Ernst Ludwig Kirchner, Fritz Bleyl en Erich Heckel.
In zijn beginjaren schilderde Rottluff in pointillistische stijl, maar onder invloed van het fauvisme begon hij wilder te schilderen. Voor de Eerste Wereldoorlog schilderde Rottluff vooral landschappen en naakten. Daarbij werd hij ook beïnvloed door Afrikaanse primitieve beeldhouwkunst.
Door de oorlogservaringen maakt Rottluff tussen 1916 en 1919 alleen religieuze houtsneden.
Vanaf het begin van de jaren twintig begint hij figuren te vereenvoudigen en gaat hij fellere kleuren gebruiken. Bij de opkomst van de nazi's trekt hij zich terug aan de Oostzee. Nadat in 1938 608 van zijn werken in beslag genomen zijn, krijgt Rottluff in 1941 een schilderverbod opgelegd. De brief die hem hierover werd gestuurd door Hitlers favoriete schilder, Adolf Ziegler, is bewaard gebleven. In deze brief stelt Ziegler onder andere: Uw schilderijen dragen niet bij aan de vooruitgang van de Duitse cultuur en U bent nog ver verwijderd van de culturele grondvesten van de nazi staat. Op dat moment behoort het werk van Schmidt-Rottluff al enkele jaren tot de zogenoemde Entartete Kunst.
Na de Tweede Wereldoorlog wordt Rottluff hoogleraar aan de Hochschule für Bildende Künste in Berlijn-Charlottenburg.